# Itzcóatl

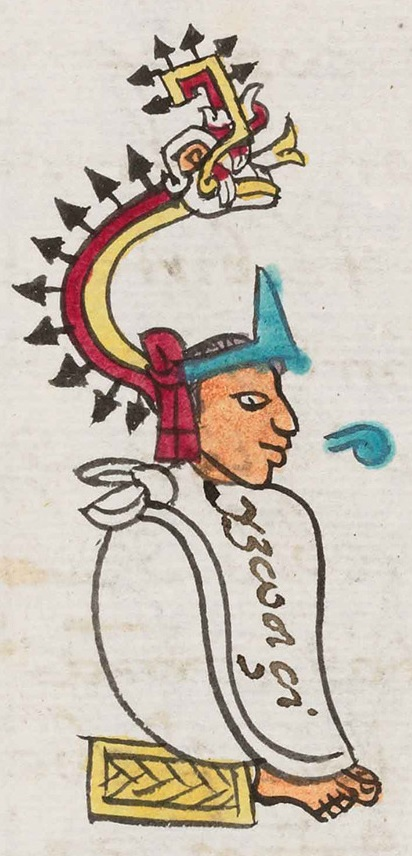
Abbildung von Itzcóatl im Codex Mendoza, 16. Jahrhundert

Itzcóatl (Nahuatl für Obsidianschlange; * 1380; † 1440) war von 1427 bis 1440 Herrscher über die aztekische Stadt Tenochtitlán.

## Leben und Wirken
Als Sohn des Herrschers Acamapichtli und einer Sklavin konnte er den Thron erst besteigen, nachdem sein Halbbruder Huitzilíhuitl und dessen Sohn Chimalpopoca Herrscher geworden waren und den Tod gefunden hatten. Mit seiner Wahl war er der erste Herrscher, der nicht direkt seinem Vater im Amt des tlatoani nachfolgte.
In den ersten Jahren seiner Herrschaft verbündete er sich mit Nezahualcóyotl, dem Herrscher von Texcoco, um Maxtla zu bekämpfen, den neuen Herrscher über die Tepaneken. Nezahualcóyotl war von Maxtla aus Texcoco vertrieben worden und suchte nun, im Verbund mit einigen anderen Städten im Tal von Mexiko, nach einem Weg, seine Herrschaft wiederzuerlangen. In der ersten Phase des Krieges wurden Texcoco und ein Teil des Gebietes der Acolhua zurückerobert; danach wurde mit dem Aufmarsch auf die tepanekische Hauptstadt Azcapotzalco begonnen. Zuerst fiel Tlacopán kampflos; danach wurde Azcapotzalco nach viermonatiger Belagerung erobert und die Bewohner wurden zu einem Großteil getötet. Maxtla konnte zwar nach Coyohuacán fliehen, wurde dort aber 1431 ermordet. Erst 1433 konnte der letzte Widerstand gebrochen werden. Nach der Niederlage wurde Nezahualcóyotl in Tenochtitlán als neuer Herrscher über Texcoco inthronisiert.
1430 schloss Itzcóatl eine Allianz mit den Herrschern von Texcoco und Tlacopán, den so genannten aztekischen Dreibund, der die Basis für die unangefochtene Herrschaft der Azteken über die Region bildete. Nach der Eroberung einiger weiterer Städte im Süden des Texcoco-Sees kontrollierten die Azteken schließlich das gesamte Gebiet, das zuvor von den Tepaneken beherrscht worden war, mit Ausnahme der Stadt Chalco.
Itzcóatl forcierte den Ausbau der Stadt Tenochtitlán. Eine große Anzahl von Tempeln, Straßen und Dämmen zur Regulierung des Wasserstandes des Texcoco-Sees, in dessen Mitte die Stadt auf einer künstlichen Insel errichtet war, entstanden während seiner Herrschaft. Er leitete zudem eine Kulturrevolution ein, mit der er das aztekische Volk zu noch größerem Ruhm führen wollte. Dazu instrumentalisierte er Geschichte und Kultur und ließ einen großen Teil der alten Bücher verbrennen. Später trug er als einziger aztekischer Herrscher den Beinamen Cemanáhuac tepehua, was so viel bedeutet wie Eroberer der Welt.

Die Expansion der aztekischen Herrschaftsbereich im 15. bis zum Beginn des 16. Jahrhunderts unter den einzelnen Regenten.
Itzcóatl (1427–1440)
Moctezuma I. (1440–1469)
Axayácatl (1469–1481)
Tízoc (1481–1486)
Auítzotl (1486–1502)
Moctezuma II. (1502–1519)

Über seinen Sohn Tezozómoc (nicht zu verwechseln mit dem gleichnamigen König der Tepaneken), der die Tochter seines Halbonkels Moctezuma I. heiratete, war Itzcóatl der Großvater der späteren Herrscher Axayacatl, Tízoc und Auítzotl.
Seine Herrschaft war maßgeblich beeinflusst von seinem Stellvertreter Tlacaélel.